# 루스 하트
루스 하트(Ruth Hart, 1893년 ~ 1952년 5월 2일)는 미국의 배우, 영화배우이다.
잭슨빌에서 태어났으며 뉴욕에서 사망하였다.

## 영화
- 씬 아이스 (1937년)
- 조지 화이트의 1935 스캔달 (1935년)